# Шаргунь
Шаргунь (узб. Shargʻun / Шарғун) — город в Сариасийском районе Сурхандарьинской области Узбекистана. Город расположен в 15 км от железнодорожной станции Сарыасия (на линии Кумкурган — Душанбе), от которой к Шаргуни проложен подъездной путь широкой колеи.
Образован как посёлок городского типа Такчиян в 1952 году. С 1973 года — город Шаргунь.
Основная отрасль промышленности — добыча каменного угля. В декабре 2023 года была завершена модернизация месторождения, в том числе достроена железнодорожная линия к шахте.

## Население
| 1959 | 1970 | 1979 | 1989   |
| ---- | ---- | ---- | ------ |
| 4435 | 6690 | 7384 | 10 716 |